# Beauport
Beauport ist eines von sechs Arrondissements der kanadischen Stadt Québec in der gleichnamigen Provinz. Im Jahr 2011 zählte der 74,34 km² große Stadtbezirk 77.905 Einwohner, was einer Bevölkerungsdichte von 1048 Einw./km² entspricht. Der Stadtbezirk entstand im Jahr 2002 und umfasst das Gebiet der gleichnamigen, zuvor eigenständigen Stadt Beauport.

## Geographie
Beauport liegt nordöstlich des Stadtzentrums, zwischen den Laurentinischen Bergen und dem Ufer des Sankt-Lorenz-Stroms. Der Unterlauf des Rivière Montmorency mit dem 83 Meter hohen Montmorency-Fall bildet einen Teil der östlichen Stadtgrenze. Benachbarte Arrondissements der Stadt Québec sind La Cité-Limoilou im Süden und Charlesbourg im Westen. Darüber hinaus grenzt Beauport an die Gemeinden Lac-Beauport im Norden, Sainte-Brigitte-de-Laval im Nordosten und Boischatel im Osten. Beauport ist zusätzlich in die Quartiere Chutes-Montmorency, Laurentides, Saint-Michel, Vieux-Bourg und Vieux-Moulin unterteilt.

## Geschichte

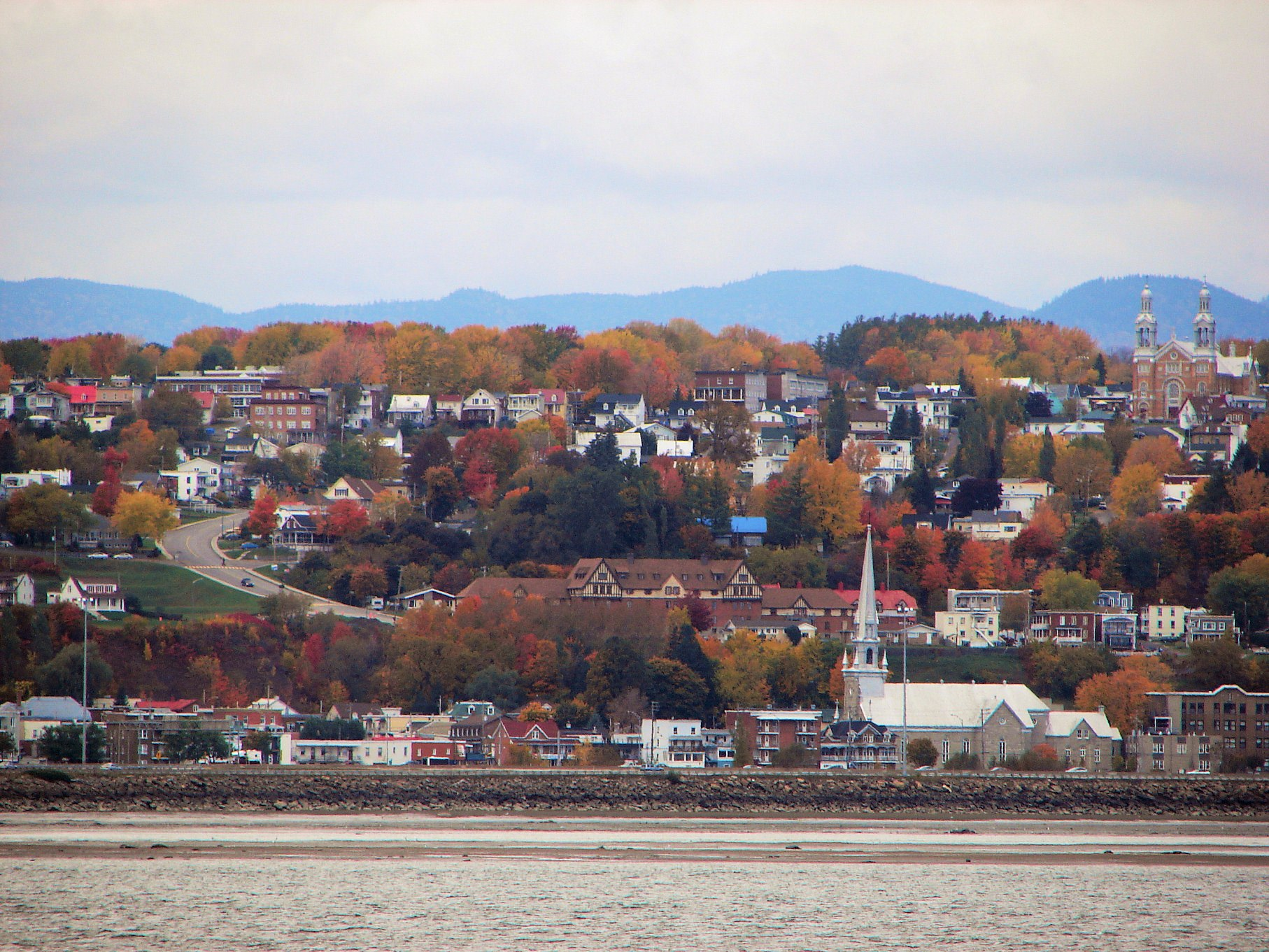
Ansicht von Beauport

Von der Compagnie de la Nouvelle France erhielt Robert Giffard, ein Chirurg und Apotheker aus der Normandie, im Januar 1634 die Seigneurie Beauport zugesprochen. Fünf Monate später ließ er sich dort mit seiner Familie und zwei Handwerkern nieder. 1666 zählte die Seigneurie 29 Höfe mit 184 Bewohnern. Die größte Konzentration entstand um das Dorf Bourg du Fargy, aus dem sich allmählich das Zentrum der späteren Stadt entwickelte. Am 16. Oktober 1690 landete die Streitmacht von William Phips am Ufer bei Beauport und versuchte in den acht folgenden Tagen vergeblich, die Stadt Québec einzunehmen. Sieben Jahrzehnte später, während der Belagerung von Québec, gelang es den Franzosen, die Briten in der Schlacht von Beauport am 31. Juli 1759 vorübergehend zurückzuschlagen, bevor die Stadt weitere sechs Wochen später endgültig fiel.
Die Seigneurie ging 1683 in den Besitz der Familie Duchesnay über, ein Jahr später wurde die Pfarrei Notre-Dame-de-Miséricorde-de-Beauport gegründet. Mit der Aufhebung der Grundherrschaft im Jahr 1854 entstanden die Gemeinden Beauport, Courville, Giffard, Montmorency, Sainte-Thérèse-de-Lisieux, Saint-Michel-Archange und Villeneuve. 1845 erfolgte die Eröffnung des Asile de Beauport, der ersten psychiatrischen Klinik der Provinz Québec. Sie besteht heute unter der Bezeichnung Centre hospitalier Robert-Giffard weiter und ist ein an die Université Laval angeschlossenes Institut. Von 1914 bis 1916 bestand im Zeughaus ein Internierungslager, in dem überwiegend ukrainische und deutsche Kriegsgefangene untergebracht waren.

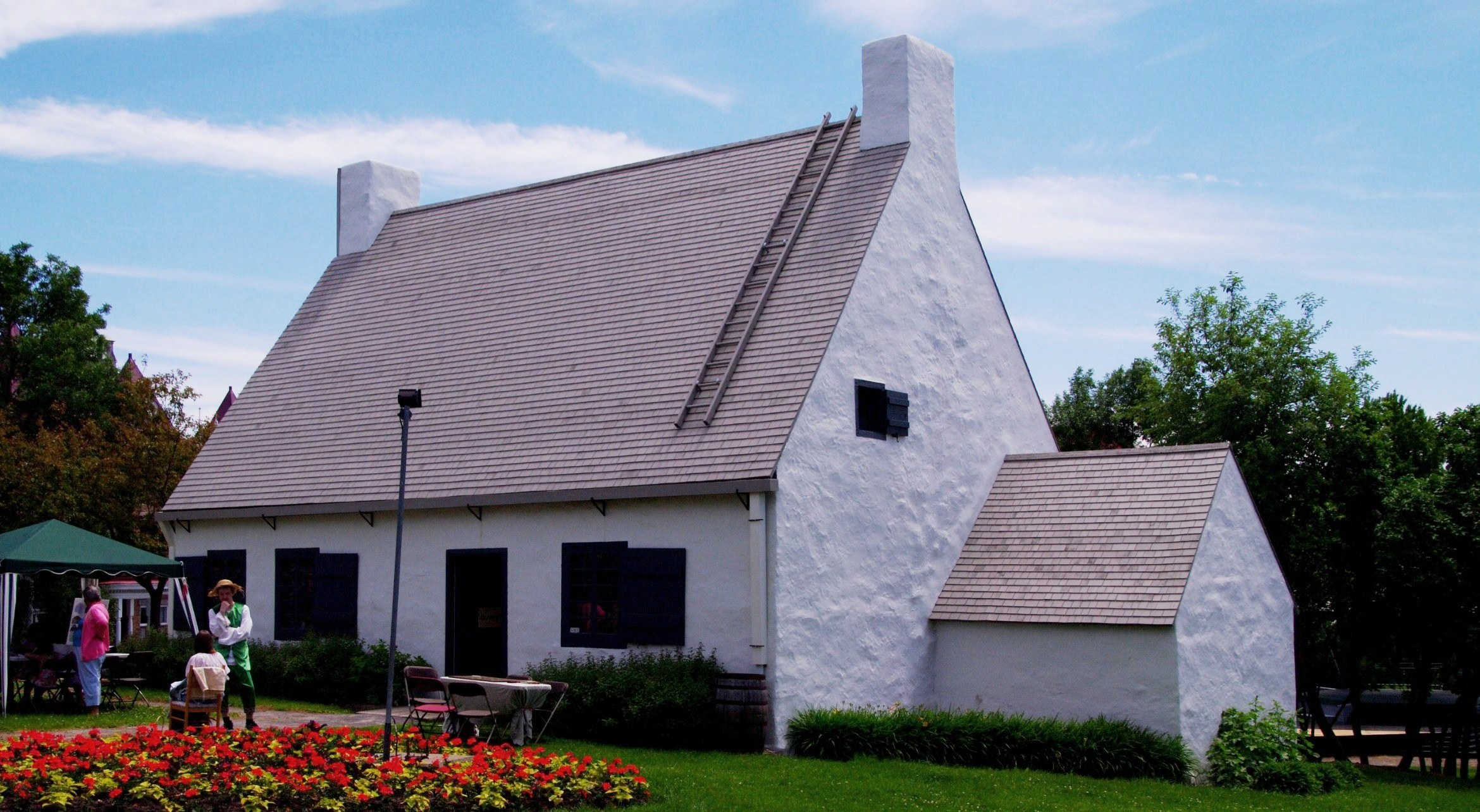
Maison Bélanger-Girardin

Aufgrund der zunehmenden Urbanisierung schlossen sich die sieben Gemeinden 1976 zur Stadt Beauport zusammen. Die Stadt unterhielt eine Partnerschaft mit Etterbeek in Belgien, die noch heute weitergeführt wird. 2002 fusionierte Beauport mit der Stadt Québec. Gegen die von der Provinzregierung angeordnete Fusion kam ein Referendum zustande, bei der Abstimmung am 20. Juni 2004 stimmten jedoch nur 46,2 % der Abstimmenden für die Loslösung.

## Sehenswürdigkeiten
Auf einer Geländeterrasse parallel zum Sankt-Lorenz-Strom erstreckt sich über eine Länge von sechs Kilometern der historische Bezirk von Beauport, der 650 Gebäude aus dem 18. bis frühen 20. Jahrhundert umfasst. Als nationale historische Stätte klassifiziert ist das Maison Bélanger-Girardin. Dieses Steinhaus aus dem Jahr 1735 gehört zu ältesten erhalten gebliebenen Häusern aus der Zeit der französischen Herrschaft, die außerhalb der Stadt Québec errichtet wurden. Am östlichen Stadtrand liegt rund um den Montmorency-Fall der Parc de la Chute-Montmorency.

## Persönlichkeiten
- Paul Lortie (* 1944), Bischof
- Simon-Napoléon Parent (1855–1920), Premierminister Québecs
- Michel Picard (* 1969), Eishockeyspieler
- Charles-Michel de Salaberry (1778–1829), Offizier und Politiker